# Tyne and Wear
Tyne and Wear is een stedelijk graafschap (metropolitan county) in de Engelse regio North East England en telt 1.075.938 inwoners. De oppervlakte bedraagt 540 km².
Het gebied ligt in de estuaria van de rivieren Tyne en Wear (vandaar de naam ervan), en grenst aan de graafschappen Durham en Northumberland.
Er is geen county council.

## Demografie
Van de bevolking is 16,7% ouder dan 65 jaar. De werkloosheid bedraagt 4,7% van de beroepsbevolking (cijfers volkstelling 2001).
Het aantal inwoners daalde van ongeveer 1.123.800 in 1991 naar 1.075.938 in 2001.

## Districten
| Districten | Detailkaart |
| --- | ----------- |
| 1. Gateshead (metropolitan district) 2. Newcastle-upon-Tyne (metropolitan district) 3. North Tyneside (metropolitan district) 4. South Tyneside (metropolitan district) 5. Sunderland (metropolitan district) |             |

## Plaatsen
- Gateshead
  - Blaydon
  - Gateshead
  - Rowlands Gill
  - Ryton
  - Whickham
- Newcastle
  - Byker
  - Dudley
  - Gosforth
  - Newcastle upon Tyne
  - Kenton
  - Throckley
  - Walker
- North Tyneside
  - Backworth
  - Cullercoats
  - Dinnington
  - Earsdon
  - Killingworth
  - Longbenton
  - Monkseaton
  - North Shields
  - Shiremoor
  - Tynemouth
  - Wallsend
  - Whitley Bay
  - Wideopen
- South Tyneside
  - Boldon
  - Cleadon
  - Hebburn
  - Jarrow
  - Marsden
  - South Shields
  - Whitburn
- Sunderland
  - Castletown
  - Hetton-le-Hole
  - Houghton-le-Spring
  - Ryhope
  - Sunderland
  - Washington

Bedfordshire · Berkshire · City of Bristol · Buckinghamshire · Cambridgeshire · Cheshire · Cornwall · Cumbria · Derbyshire · Devon · Dorset · Durham · East Riding of Yorkshire · East Sussex · Essex · Gloucestershire · Greater London · Greater Manchester · Hampshire · Herefordshire · Hertfordshire · Isle of Wight · Kent · Lancashire · Leicestershire · Lincolnshire · City of London · Merseyside · Norfolk · Northamptonshire · Northumberland · North Yorkshire · Nottinghamshire · Oxfordshire · Rutland · Shropshire · Somerset · South Yorkshire · Staffordshire · Suffolk · Surrey · Tyne and Wear · Warwickshire · West Midlands · West Sussex · West Yorkshire · Wiltshire · Worcestershire
Overig: Stedelijke en niet-stedelijke graafschappen · Traditionele graafschappen
Bath and North East Somerset* · Bedfordshire · Berkshire · Blackburn & Darwen* · Blackpool* · Bournemouth* · Brighton & Hove* · Bristol* · Buckinghamshire · Cambridgeshire · Cheshire · Cornwall · Cumbria · Darlington* · Derby* · Derbyshire · Devon · Dorset · Durham · East Riding of Yorkshire* · East Sussex · Essex · Gloucestershire · Greater London · Greater Manchester · Halton* · Hampshire · Hartlepool* · Herefordshire* · Hertfordshire · Hull* · Isle of Wight* · Kent · Lancashire · Leicester* · Leicestershire · Lincolnshire · Luton* · Medway* · Merseyside · Middlesbrough* · Milton Keynes* · Norfolk · Northamptonshire · Northumberland · North East Lincolnshire* · North Lincolnshire * · North Somerset* · North Yorkshire · Nottingham* · Nottinghamshire · Oxfordshire · Peterborough* · Plymouth* · Poole* · Portsmouth* · Redcar & Cleveland* · Rutland* · Shropshire · Somerset · Southend-on-Sea* · Southampton* · South Gloucestershire* · South Yorkshire · Staffordshire · Stockton-on-Tees* · Stoke-on-Trent* · Suffolk · Surrey · Swindon* · Telford & Wrekin* · Thurrock* · Torbay* · Tyne & Wear · Warrington* · Warwickshire · West Midlands · West Sussex · West Yorkshire · Wiltshire · Worcestershire · York* 
Overig: Ceremoniële graafschappen · Traditionele graafschappen